# Unusual You
"Unusual You" é uma canção da artista americana Britney Spears, presente em seu sexto álbum de estúdio Circus. Foi lançado em 15 de setembro de 2009 como o quinto single do álbum na Austrália e na Nova Zelândia. A canção foi escrita por Bloodshy & Avant, Henrik Jonback, e Kasia Livingston, e com produção Bloodshy & Avant. "Unusual You" é uma canção de amor electro-pop, que lembram canções de Janet Jackson e Gwen Stefani, com letras que abordam uma mulher experiente quando encontra um amor inesperado. "Unusual You" recebeu opiniões positivas dos críticos, que elogiaram a canção por ser uma partida ao resto do álbum. A canção alcançou a posição de número oitenta na Billboard Pop 100, dos Estados Unidos, devido a fortes vendas digitais.

## Antecedentes
"Unusual You" foi escrita por Christian Karlsson e Pontus Winnberg do Bloodshy & Avant, bem como Kasia Livingston e Jonback Henrik, sendo produzido por Bloodshy & Avant. A canção foi gravada por Spears no Conway Studios em Los Angeles, Califórnia, e mais tarde foi mixado por Anders Hvenare e Bloodshy & Avant em Robotberget em Estocolmo, Suécia. Os vocais de apoios foram fornecidos por Kasia Livingston. Foi lançado em 15 de setembro de 2009 como um single físico na Austrália e na Nova Zelândia.

## Composição
"Unusual You" é uma canção de electro-pop, que foi descrito por Nekesa Mumbi Moody da Associated Press como um "excêntrico sintetizador". A música foi observado por John Murphy do musicOMH como uma reminiscência dos "momentos mais calmos de Gwen Stefani". Ann Powers do Los Angeles Times comentou que "Unusual You" "vai para uma cachoeira cintilante que foi popularizado por Janet Jackson ao invés de rigorosos trabalhos ao estilo Madonna". De acordo Chris Richards do The Washington Post disse que os vocais de Spears são transformados em "um vocal espectral." Liricamente, "Unusual You" fala de quando uma mulher experiente encontra um amor inesperado, com Spears expressando nas linhas, "Didn't anyone tell you you're supposed to break my heart? / I expect you to / So why haven't you?"

## Recepção
"Unusual You" recebeu opiniões bastante positivas dos críticos. Ann Powers da Los Angeles Times notou que a canção é o destaque de Circus porque não mostrou "Britney como um manequim, objeto sexual, vítima dos paparazzi e uma amante com roupas de couro" como as outras faixas do álbum. Caryn Ganz da Rolling Stone considerou-a como "melódica [e] brilhante". Chris Willman da Entertainment Weekly nomeou "Unusual You" como a melhor faixa do álbum Circus e adicionou, "Spears ainda se apresenta como um objeto de fantasia, mas nesta canção ela pode ser sua própria fantasia —de aceitação real. Da próxima vez, Britney, estára em um momento melhor". Chris Richards do The Washington Post selecionou-o como um das "jóias" do álbum, junto com "Womanizer". John Murphy do musicOMH disse que as letras fazem de Spears "uma pessoa com uma voz extremamente cansada para 27 anos" e acrescentou que "dá um ponteiro para uma direção nova e interessante". Jim Farber do Daily News disse que a canção "talvez seja a primeira melodia bonita já cantada por Spears". Brad Wheeler do The Globe and Mail disse que "Unusual You" é divertido, mas não como as faixas mais notáveis de Circus e indeferiu a canção como um mero "strobe iluminado, em forma de coração". Jon Pareles do The New York Times comentou que "Unusual You" e as outras duas baladas do álbum Circus foram "as únicas canções de cordialidade".
Poppy Cosyns do The Sun criticou o fundo musical de "Unusual You" e que "isso soa como a escória descoberta de um suposto hit perdido dos anos noventa". Cameron Adams do Herald Sun chamou "Unusual You" de "um surpreendentemente momento sutil e eficaz" e especulou que isso ocorria "certamente como um futuro single". Steve Jones do USA Today descreveu "Unusual You" como uma "sacarina", e adicionando que "ela soa muito melhor do que as faixas dançantes". Ben Rayner da Toronto Star disse que quando chega a parte da canção no álbum "é um momento de emoção". Jim DeRogatis criticou "Unusual You" como "uma imitação descarada de Madonna". Nekesa Mumbi Moody da Associated Press comentou que os momentos mais pessoais e emocionais de Spears estão nas faixas mais lentas de Circus, mais notavelmente em "Unusual You". Moody continuou, "Embora ela não tenha escrito a canção, é difícil não estremecer na empatia quando você pensa sobre pessoas que têm filtrado dentro e fora de sua vida". Pete Paphides do The Times disse que "Unusual You" deve "encontrar um lar com alguém cujo amor de melancolia do Europop é fatal suficiente para se semelhar em 'Never Ending Story' do Limahl. Em dezembro de 2008, "Unusual You" atingiu a posição de número oitenta no Pop 100 da Billboard dos Estados Unidos devido às fortes vendas digitais.

## Faixas
- Download digital[21]

1. "Unusual You" – 4:21

- CD single australiano[22]

1. "Unusual You" – 4:21
2. "Shattered Glass" – 2:53

## Créditos
A seguir, pessoas que contribuíram para "Unusual You":
- Britney Spears – vocais principais
- Bloodshy & Avant – escritor, mixagem, programador, teclados, baixo e guitarra
- Henrik Jonback – escritor e guitarra
- Kasia Livingston – escritor e vocais de apoio